# Billal Brahimi
Billal Brahimi (* 14. März 2000 in Paris) ist ein französisch-algerischer Fußballspieler, der beim OGC Nizza in der Ligue 1 unter Vertrag steht und an VV St. Truiden ausgeliehen ist.

## Karriere

### Verein
Brahimi begann seine fußballerische Ausbildung bei den beiden Amateurvereinen Cergy-Pontoise und Saint-Ouen-l’Aumône. 2016 wechselte er nach Portugal zum Leixões SC. Nur ein Jahr später trat er der Jugendakademie des FC Middlesbrough bei. In der Saison 2017/18 spielte er zweimal für deren U23 und kam zu fünf Toren in 20 U18-Einsätzen in der U18 Premier League. In der Folgespielzeit 2018/19 war er Stammspieler bei der U23 und kam zu 19 Einsätzen und spielte zudem einmal im EFL Cup für die Profimannschaft. Im Sommer 2019 wechselte er zurück nach Frankreich zu Stade Reims. In seiner ersten Spielzeit dort kam er jedoch nur in der zweiten Mannschaft zum Einsatz, für die er in 20 Spielen fünfmal traf. Daraufhin wurde er für die Spielzeit 2020/21 an den Drittligisten Le Mans FC verliehen. Bei seinem Debüt gegen den FC Annecy konnte er bei einem 3:3-Unentschieden direkt sein erstes Tor und seine erste Torvorlage markieren. Während der Leihe brachte er es auf 34 Einsätze, zwölf Tore und zehn Vorlagen. Zwei Monate nach seiner Rückkehr zu Reims wurde er an den Ligakonkurrenten SCO Angers abgegeben. Nachdem er zuvor in der Saison noch bei seinem Exverein auf der Bank saß, wurde er am 22. September 2021 (7. Spieltag) gegen Olympique Marseille eingewechselt und gab somit sein Profi-Debüt in der Ligue 1. Bis Ende Januar 2022 spielte er für Angers neun Spiele in der Meisterschaft.
Ende der Wintertransferphase wechselte er zum Ligakonkurrenten OGC Nizza, wo er einen Vertrag bis 2026 erhielt. Sein Ligadebüt für die Südfranzosen gab er am 6. Februar 2022 (23. Spieltag) bei einer 0:1-Niederlage gegen Clermont Foot.
Für die Saison 2023/24 wechselte er per Leihe zu Stade Brest. In Brest kam er zu achtzehn Einsätzen in der Ligue 1. In der Saison 2024/25 ist er an den belgischen Erstligisten VV St. Truiden ausgeliehen. Dort kam er auf 27 von 30 möglichen Ligaspielen, in denen er ein Tor schoss, sowie zwei Pokalspiele.

### Nationalmannschaft
Im Oktober 2018 kam Brahimi zu zwei Einsätzen für das französische U19-Team. 2022 wechselte er den Verband und debütierte für die algerische Fußballnationalmannschaft.